# Тог-Алтай
Тог-Алта́й (рос. Тог-Алтай) — селище у складі Солонешенського району Алтайського краю, Росія. Входить до складу Тополинської сільської ради.

## Населення
Населення — 10 осіб (2010; 14 у 2002).
Національний склад (станом на 2002 рік):
- росіяни — 57 %
- алтайці — 43 %